# Bolje jedno vruće pivo nego četiri 'ladna
Bolje jedno vruće pivo nego četiri 'ladna är det tredje livealbumet från den montenegrinska sångaren Rambo Amadeus. Det släpptes år 2004 och innehåller 16 låtar samt 2 bonusspår. Materialet spelades in i Skopje i Makedonien år 2002. Detta var hans andra livealbum som spelats in i Skopje efter att hans första livealbum Kurac, Pička, Govno, Sisa också gjort det.

## Låtlista
1. "Bolje 1 vruće pivo nego 4 ladna"
2. "Predrasude"
3. "Maroko, zemljo obećana"
4. "Đe si Đenis"
5. "Rambovo normalno kolo"
6. "Čobane vrati se"
7. "Kako se zapravo pravi hit"
8. "Variola Vera"
9. "Ašik mlaka vodo meraklijska"
10. "Otiš'o je svak ko valja"
11. "Prijatelju (ispod sača)"
12. "Prijatelju (sa roštilja)"
13. "Kad bi sve žene na svijetu"
14. "Sega mega"
15. "Evribadi dens nau"
16. "Ja sam robot u srcu i duši"
17. "Motel Černobil" (Bonus)
18. "Na ovim prostorima (Band Aid za rakiju)" (Bonus)